# Hoxenterschans
De Hoxenterschans of Schans van het Hoksent is een schans in de tot het Belgische Eksel behorende buurtschap Hoksent. Ze is gelegen aan de Schansdijkstraat en beslaat een oppervlakte van 57 are.
De schans werd opgericht in 1580, om de bevolking te beschermen tegen troepen die, in het kader van de Tachtigjarige Oorlog, het platteland onveilig maakten.
Adam van Randerode, de toenmalige drossaard van het Ambt Pelt, vermeldde dat te Eksel een bolwerck gebauwen is, het welck niet en saude genoichsaem bewart worden met wacht ende ander nootsakelike bewarenissen. Hij beval dan ook dat de schans bewaakt zou worden, opdat ze niet door krijgsvolk of vrijbuiters van allerlei slag zou worden ingenomen. Uit 1629 dateert een schansreglement.
In tegenstelling tot de meeste andere schansen in de omgeving, is deze schans goed bewaard gebleven, inclusief de omgrachting. De grachten worden gevoed door de nabijgelegen Bolissenbeek.

## Externe bron
- Hoxenterschans